# Zdeněk Řezníček (1941)
Zdeněk Řezníček (7. července 1941 Třebíč – 2018) byl český malíř, spisovatel, básník a projektant.

## Biografie
Zdeněk Řezníček se narodil v Třebíči, jeho rodina však pochází z Červené Lhoty a dětství prožil v Hrušovanech nad Jevišovkou. V roce 1962 odmaturoval na Střední průmyslové škole strojní v Brně a nastoupil na místo technika, následně pracoval jako řidič trolejbusu, dělník, projektant nebo mistr.

## Dílo
Zdeněk Řezníček byl členem skupiny Sursum (pojmenované podle latinského Sursum corda) a Obce spisovatelů. Pracoval také jako šéfredaktor časopisu Anděl strážný, také maloval olejomalby. Od roku 1964 se věnuje básním, které publikoval v časopisech, jako byly Akord, Tvář, Host do domu, Literární měsíčník a další. Jeho básně odvysílal Československý rozhlas a objevily se také v několika sbornících shrnujících díla umělců z Brna i odjinud.

### Poezie
- Růžový autobus, 1979
- Soukromá archeologie, 1984
- Slavnosti nad hlavou, 1988
- Missa poetarum, 2004

### Próza
- O hradu Veveří, 1997
- Pohádky z dědečkova dvorku a africké pohádky, 1997
- Cesta do Bavor L. P. 1945, 1998
- Nejmenší z robinsonů, 1999

### Sborníky více autorů
- Jak lomikámen v dešti, 1987
- Krajiny milosti, 1994
- Duše Brna, 2007

## Výstavy
V roce 2024 proběhla v Muzeu Vysočiny Třebíč výstava Otisky Staré Říše, Zdeněk Řezníček a jeho přátelství s Josefem Florianem a Bohuslavem Reynkem.